# Roscoe Bartlett

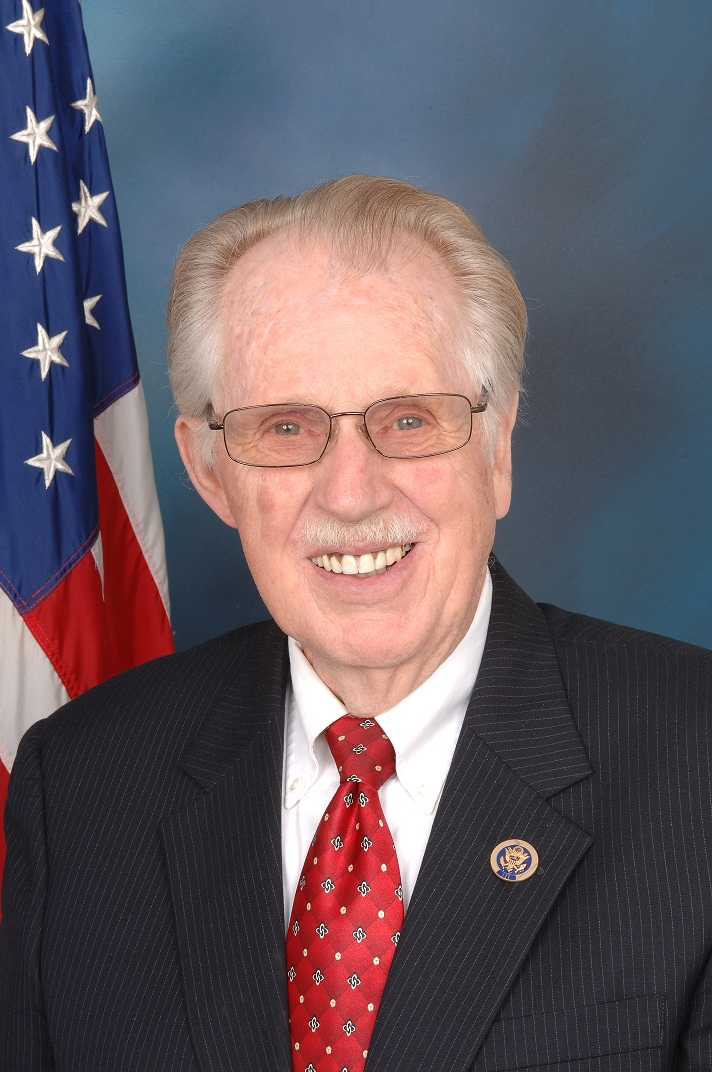
Roscoe Bartlett (2009)

Roscoe Gardner Bartlett (* 3. Juni 1926 in Moreland, Jefferson County, Kentucky) ist ein US-amerikanischer Mediziner und Politiker. Zwischen 1993 und 2013 vertrat er den Bundesstaat Maryland im US-Repräsentantenhaus.

## Werdegang
Roscoe Bartlett ist ein Nachkomme von Josiah Bartlett (1729–1795) und Josiah Bartlett junior (1768–1838), die für New Hampshire im Kontinentalkongress bzw. im US-Repräsentantenhaus saßen. Er besuchte bis 1947 das Columbia Union College in Takoma Park (Maryland), wo er Theologie und Biologie studierte. Danach studierte er bis 1948 an der University of Maryland in College Park das Fach Philosophie. Von 1948 bis 1952 war er Fakultätsmitglied dieser Universität. Zwischen 1952 und 1954 setzte er seine Ausbildung mit einem Medizinstudium an der Loma Linda School of Medicine in Kalifornien fort. Bis 1956 war er Assistenzprofessor an der Howard University Medical School.
Politisch wurde Bartlett Mitglied der Republikanischen Partei. Im Jahr 1982 kandidierte er noch erfolglos für das US-Repräsentantenhaus. Bei den Kongresswahlen des Jahres 1992 wurde er dann aber im sechsten Wahlbezirk von Maryland in das US-Repräsentantenhaus in Washington, D.C. gewählt, wo er am 3. Januar 1993 die Nachfolge von Beverly Byron antrat und neunmal wiedergewählt wurde, zuletzt 2010 im Alter von 84 Jahren mit 61,8 Prozent der Wählerstimmen. Nach Ralph Hall war er das zweitälteste Mitglied des Repräsentantenhauses im 112. Kongress. Bei den Kongresswahlen 2012 verlor Bartlett mit 38 zu 59 Prozent der Stimmen gegen den Demokraten John K. Delaney, der ihn damit am 3. Januar 2013 im Parlament ablöste. Bartlett war der veränderten Grenzziehung zwischen den Wahlbezirken nach dem Zensus 2010 zum Opfer gefallen, die seinem angestammten ländlichen Wahlkreis einige der Vorstädte von Washington, D.C. einverleibte und damit seine Wählerbasis schmälerte, sodass er vor der Wahl als einer der gefährdetsten Kongressabgeordneten gegolten hatte.
Bartlett gehörte dem Streitkräfteausschuss, dem Ausschuss für Wissenschaft, Raumfahrt und Technologie und dem Committee on Small Business sowie insgesamt fünf Unterausschüssen an. Innerhalb seiner Fraktion engagierte er sich in dem der Tea-Party-Bewegung nahestehenden Tea Party Caucus und dem konservativen Republican Study Committee, aber auch in der moderaten Republican Main Street Partnership.
Mit seiner Frau Ellen hat Roscoe Bartlett zehn Kinder, darunter den Sohn Joseph, vormals Abgeordneter im Parlament von Maryland.